# Campeonato Pernambucano de Futebol
O Campeonato Pernambucano de Futebol, mais conhecido como Campeonato Pernambucano, é a competição profissional entre clubes desse esporte, no estado de Pernambuco. Organizada pela Federação Pernambucana de Futebol, é uma das ligas de futebol mais antigas do Brasil, sendo realizada ininterruptamente desde 1915. Teve como primeiro campeão o Sport Club Flamengo. O atual campeão estadual é o Sport, vencedor da edição de 2025, quando conquistou seu quadragésimo quinto título na competição.
De acordo com a Federação Pernambucana, os maiores campeões da competição são: o Sport, com 45 conquistas; o Santa Cruz, com 29 títulos; e Náutico, tendo conquistado 24 vezes. A rivalidade entre o chamado “Trio de Ferro do Recife,” configuram uma das maiores rivalidades da região Nordeste do país, está marcada na história desta competição.
Atualmente, o torneio da Primeira Divisão é disputado por dez equipes, tendo uma oscilação em uma determinada edição e normalmente realizado entre janeiro e meados de abril da temporada do futebol brasileiro.

## História

### Início
Charles Miller, considerado o “Pai do Futebol Brasileiro”, foi o responsável pela criação do primeiro torneio de futebol no Brasil, no estado de São Paulo. Nos primórdios do século XX, fundada em 1901 a Liga Paulista de Foot-Ball, a mais antiga federação de futebol do país e no ano seguinte, foi realizado o primeiro torneio de futebol entre equipes do país. Até então, o futebol brasileiro era um esporte praticado e restrito às elites em seus primeiros momentos no Brasil. Com o passar dos anos, o futebol começou a se popularizar em quase todo o país. O primeiro relato de uma partida de futebol em Pernambuco remete a 1902, ano em que marinheiros ingleses e holandeses, ao desembarcarem no Recife, fizeram uma demonstração do esporte na praia. A novidade atraiu a atenção dos pernambucanos. Assim como em São Paulo, o futebol de Pernambuco também foi introduzido por um brasileiro que estudou na Europa, o pernambucano Guilherme de Aquino Fonseca. Filho de João de Aquino Fonseca e Maria Eugênia Regadas de Aquino Fonseca, Guilherme foi estudar na Inglaterra, aos 13 anos de idade, no Hooton Lown Schoool, onde aprendeu a técnica do jogo. Em 1903, ao voltar para o Recife e fascinado pelo esporte, resolveu fundar um clube onde se praticasse o futebol, o criquet, o rugby e o tênis. Trouxe da Inglaterra o material e os apetrechos necessários para a prática desses esportes, porém teve que enfrentar muitas dificuldades.
Guilherme fez várias tentativas com os dirigentes do Náutico para que o clube aderisse ao futebol, mas havia um grupo contrário que afirmava não ser o futebol um esporte, mas sim uma troca de pontapés. Ele recorreu, então, aos funcionários da firma inglesa Great Western, que costumavam jogar bola nos finais de semana em suas casas, conseguindo realizar alguns jogos, em campos improvisados no bairro do Derby. Futuramente viria a fundar o Sport Club do Recife e que posteriormente, seria o maior campeão do estado.

### Os primeiros clubes de futebol
Antes dos Futebol Clube ou outras denominações de clubes esportivos, existiam os clubes de regatas que praticavam a modalidade propriamente dita. Os mais antigos da época, eram o Club Internacional de Regatas, fundado no dia 17 de julho de 1885 e o Clube Náutico Capibaribe, fundado no dia 7 de abril de 1901, o mais antigo clube do estado em atividades. Ambos os clubes foram criados a princípio para a prática de desportos náuticos, notadamente o remo e regata. 
Em 13 de maio de 1905, é fundado pelo pernambucano Guilherme de Aquino Fonseca, o Sport Club do Recife, o primeiro clube voltado para a prática do futebol no Estado de Pernambuco.
Em 1914 clubes como o América Futebol Clube (12 de abril de 1914, como João de Barros Foot-Bal Clube), Sport Club Flamengo (20 de abril de 1914) e Santa Cruz Futebol Clube (3 de fevereiro de 1914), que também viria a se tornar um dos grandes do esporte no estado, surgiram com a crescente popularização do esporte no estado. 

### Os primeiros campeonatos
Em 1915, foi criado o Campeonato Pernambucano de Futebol, com a participação de cinco equipes. O primeiro campeão estadual foi o Sport Club Flamengo. Deste ano e até 1936, apenas clubes do Recife disputaram o campeonato.
Em 1916 estrearam na competição o Sport e o Náutico. O time rubro-negro conseguiu o título logo em seu primeiro campeonato. Nos primeiros anos de campeonato, o Sport dividia a hegemonia local com o América.
Em 1924 o Sport passou a ocupar definitivamente a posição de clube com mais títulos no Estado (na época eram cinco contra quatro do América), impondo uma hegemonia absoluta que perdura até os dias atuais.
O Santa Cruz, único clube a participar de todas as edições do campeonato, conquistou seu primeiro título em 1931. O Náutico foi campeão pela primeira vez em 1934, evitando o que seria o primeiro tetracampeonato da história do torneio. 

### A era profissional
Em 1936, o Tramways sagrou campeão estadual invicto com uma equipe formada por atletas que recebiam salário, embora fossem registrado formalmente como funcionários da companhia inglesa Pernambuco Tramways & Power Company Limited. O feito levou a mudanças significativas na estrutura do futebol pernambucano, prenunciando a transição em definitivo para a profissionalização. Na temporada seguinte, o zagueiro Zago, do Central, tornou-se o primeiro atleta registrado como profissional pela Federação Pernambucana de Desportos, marcando o início do profissionalismo de forma oficial no estado. A equipe de Caruaru também se tornava a primeira equipe do interior a disputar a divisão principal do estado.
Em 1944 o América conquistou o último título antes da supremacia dos três grandes da capital (Náutico, Santa Cruz e Sport, que desde 1945 conquistariam todos os títulos do estadual, até o título estadual conquistado pelo Salgueiro em 2020 e que, além de quebrar a hegemonia de Sport, Santa Cruz e Náutico, tornou-se também o primeiro clube do interior a ser campeão pernambucano).
A partir de 1963, duas sequências históricas: o hexacampeonato do Náutico (entre 1963 e 1968) e o pentacampeonato do Santa Cruz (entre 1969 e 1973). Ainda em 1969, o Sport conclui uma amarga sequência de sete vice-campeonatos consecutivos. Em 1974, por ironia do destino, foi o próprio Náutico que evitou que o Santa Cruz igualasse seu hexa (na verdade, até hoje, nenhuma equipe conseguiu igualar esse feito). Em 1978, alegando uma crise, o Sport recusou-se a participar do campeonato, que foi conquistado pelo Santa Cruz com larga vantagem, vencendo os três turnos. O clube tricolor alcançou a marca histórica de 112 gols no certame, ao longo de 28 confrontos, com média de 4 gols por partida. No campeonato de 1979, mais uma vez a equipe do Santa Cruz sagra-se campeã conquistando os três turnos.
Na década de 1990 três destaques: o início da sequência de seis vice-campeonatos do Santa Cruz entre 1999 e 2004 e o pentacampeonato do Sport entre 1996 e 2000 (Curiosamente, foi o Santa Cruz o responsável por impedir que o rival Sport igualasse seis títulos consecutivos não deixando vencer o 2ª turnos do Campeonato porque se o Sport vencesse o 2ª turno ainda teria chance de conquista o hexacampeonato porque haveria a final em dois jogos ida e volta, sendo que o 2ª turno foi disputado por Santa Cruz, Náutico e Sport e o 1ª turno disputado por Santa Cruz e Náutico e vencido pelo Náutico vencedor do 1ª turno após vencer o rival Santa Cruz nos Aflitos e no 2ª turno ser o Náutico vencesse seria o campeão mas ser o Santa Cruz ou Sport vencesse haveria a final em dois jogos ida e volta e na disputa pelo 2ª turno o Santa Cruz joga no Arruda com o rival Sport precisando da vitória para ainda ter chance de vencer o 2ª turno e no jogo o Santa Cruz vencer o rival Sport deixando fora da disputa pelo 2ª turno que foi disputado por Náutico e Santa Cruz e vencido pelo Santa Cruz vencedor do 2ª turno após vencer o rival Náutico nos Aflitos e a final entre Náutico e Santa Cruz em dois jogos ida e volta vencidos pelo Náutico o campeão pernambucano de 2001 ano do seu centenário). Em 1997 uma façanha: pela primeira vez um time de fora da capital conquista o vice-campeonato estadual. O Porto de Caruaru ainda repetiu o feito em 1998. Em 2007 mais um time de Caruaru o Central conquistou o vice-campeonato.
Em 2009 ocorreu a 95ª edição do campeonato estadual de futebol de Pernambuco, que teve sua edição alterada em relação à do Campeonato Pernambucano de 2008, mesmo existindo um artigo no Estatuto do Torcedor que veda alterações no regulamento em menos de dois anos de vigência do mesmo. Os 12 times eram divididos em 3 chaves com 2 turnos, que tinham como cabeça de chave o Santa Cruz, Náutico e Sport. Ao término do primeiro turno, os demais times era redistribuídos de acordo com sua colocação no 1º turno. Na final foi disputado um Quadrangular para determinar o 1º Lugar e um Hexagonal onde os dois últimos classificados foram rebaixados.
Em 2010 mais uma vez teve sua edição alterada, supostamente em oposição ao estatuto do torcedor. O campeonato teve 2 Turnos. Os quatro melhores disputaram uma semifinal, com o confronto do 1º com o 4º e do 2º com o 3º, com jogos de ida e volta. Os vencedores se enfrentaram em uma Final.
Em 2011, o Central se torna o primeiro clube do interior a vencer um turno do campeonato pernambucano.
No Campeonato Pernambucano de 2011 o Sport buscava a conquista do hexa campeonato somando pontos se mantendo entre os quatro mais bem colocados até o fim das rodadas do campeonato se classificando para semifinais e no jogo de ida o Sport joga com rival Náutico na Ilha do Retiro e venceu o jogo de 3 a 1, e em Caruaru o Santa Cruz venceu o Porto-PE de 2 a 1 e no jogo da volta nos Aflitos o Sport eliminar o rival Náutico mesmo vencendo o jogo de 3 a 2 não conseguiu reverte a vantagem do Sport, e no Arruda o Santa Cruz venceu o Porto-PE de 3 a 1 e a final entre Sport e Santa Cruz em dois jogos e no jogo de ida na Ilha do Retiro o Santa Cruz venceu o rival Sport de 2 a 0 e no jogo da volta no Arruda o Sport derrota o rival Santa Cruz de 1 a 0 mesmo com a derrota o Santa Cruz e campeão o Sport venceu mas não conseguiu reverte a vantagem do arquirrival Santa Cruz impedindo pela segunda vez a conquista do hexa campeonato do rival Sport mantendo o luxo do rival Náutico de se o único a possuir seis títulos consecutivos do campeonato sendo único hexa.
O Campeonato Pernambucano de 2012 entre os quatro finalista além Santa Cruz, Náutico e Sport teve pela primeira vez um time do sertão o Salgueiro e nos jogos de ida o Sport joga com o rival Náutico e venceu o jogo de 2 a 1 nos Aflitos e no sertão o Santa Cruz joga com o Salgueiro e perde o jogo de 2 a 1 e nos jogos da volta na Ilha do Retiro o Sport empata em 0 a 0 com rival Náutico e no Arruda o Santa Cruz venceu o Salgueiro de 3 a 1 e a final entre Sport e Santa Cruz e no jogo de ida no Arruda um empate em 0 a 0 e no jogo da volta na Ilha do Retiro o Santa Cruz venceu o rival Sport de 3 a 2 sendo bicampeão pernambucano dois anos consecutivos em cima do arquirrival Sport.
Em 2013, o Santa Cruz conquista mais uma vez o título estadual, vencendo o rival Sport no Arruda por 1 a 0 e na Ilha do Retiro por 2 a 0, sagrando-se tricampeão pernambucano.
Em 2014, Náutico e Sport voltaram a se enfrentar na finalíssima. Após várias polêmicas na primeira fase envolvendo o treinador alvirrubro Lisca e o atacante rubro-negro Neto Baiano, o Sport conquistou seu 40º título estadual com vitórias na Ilha do Retiro por 2 a 0, no primeiro jogo, e por 1 a 0 no segundo jogo naquela que foi a primeira final pernambucana na Arena Pernambuco.
Em 2015, ano do centenário ou seja, centésima edição do Campeonato Pernambucano, o Santa Cruz enfrentou o Salgueiro numa final inédita que finalmente contou com a participação de um clube do sertão pernambucano, 0 a 0 no primeiro jogo e 1 a 0 no segundo jogo garantiram ao tricolor sua 28ª conquista estadual.
Em 2016, O Santa Cruz consegue ser bicampeão, vencendo na final seu arquirrival Sport em jogos de ida e volta, 1 a 0 no primeiro jogo e 0 a 0 no segundo jogo garantiram ao tricolor sua 29ª conquista estadual. Essa nova conquista já deixa o Santa Cruz, a um título de se tornar o grande vencedor da década dos quais já tem 05 títulos conquistados entre 2011 a 2016.
Em 2017 o Sport enfrentou o Salgueiro numa final que novamente contou com a participação do clube do sertão pernambucano, 1 a 1 no primeiro jogo e 1 a 0 no segundo jogo garantiram ao rubro-negro sua 41ª conquista estadual.
Em 2018 o Náutico enfrentou o Central numa final que novamente contou com a participação de um clube do agreste  pernambucano, 0 a 0 no primeiro jogo e 2 a 1 no segundo jogo garantiram ao alvirrubro sua 22ª conquista estadual e o quebra do maior Jejum do clube em títulos 13 anos de intervalo sem títulos.

## Campeões

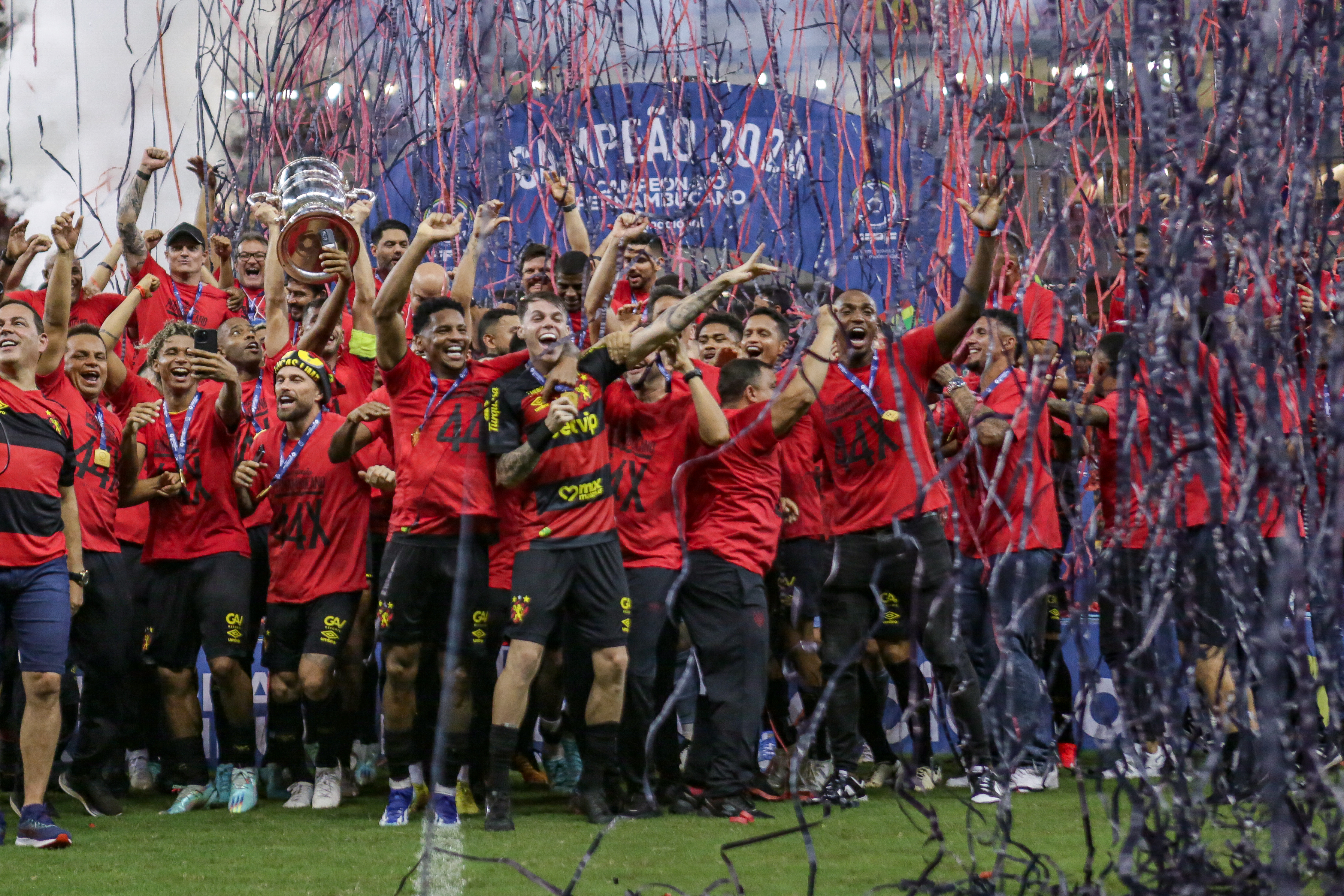
44º Título conquistado pelo Sport Recife, em 2024.

### Campeonato Pernambucano
| Edição | Ano  | N.º | Campeão                   | Vice-campeão          | Terceiro colocado                   | Quarto colocado                     |
| ------ | ---- | --- | ------------------------- | --------------------- | ----------------------------------- | ----------------------------------- |
| 1ª     | 1915 | 06  | Flamengo (Recife) (1)(1)  | Santa Cruz (Recife)   | Torre (Recife)                      | Peres (Recife)                      |
| 2ª     | 1916 | 09  | Sport (Recife) (1)        | Santa Cruz (Recife)   | América (Recife)                    | Náutico (Recife)                    |
| 3ª     | 1917 | 09  | Sport (Recife) (2)(1)     | Santa Cruz (Recife)   | América (Recife)                    | Flamengo (Recife)                   |
| 4ª     | 1918 | 06  | América (Recife) (1)      | Santa Cruz (Recife)   | Sport (Recife)                      | Náutico (Recife)                    |
| 5ª     | 1919 | 08  | América (Recife) (2)      | Sport (Recife)        | Náutico (Recife)                    | Torre (Recife)                      |
| 6ª     | 1920 | 08  | Sport (Recife) (3)        | Santa Cruz (Recife)   | Torre (Recife)                      | Flamengo (Recife)                   |
| 7ª     | 1921 | 08  | América (Recife) (3)      | Santa Cruz (Recife)   | Sport (Recife)                      | Torre (Recife)                      |
| 8ª     | 1922 | 08  | América (Recife) (4)      | Sport (Recife)        | Torre (Recife)                      | Náutico (Recife)                    |
| 9ª     | 1923 | 08  | Sport (Recife) (4)        | América (Recife)      | Torre (Recife)                      | Flamengo (Recife)                   |
| 10ª    | 1924 | 08  | Sport (Recife) (5)        | América (Recife)      | Torre (Recife)                      | Santa Cruz (Recife)                 |
| 11ª    | 1925 | 06  | Sport (Recife) (6)        | Torre (Recife)        | Santa Cruz (Recife)                 | Flamengo (Recife)                   |
| 12ª    | 1926 | 08  | Torre (Recife) (1)        | Náutico (Recife)      | Santa Cruz (Recife)                 | Sport (Recife)                      |
| 13ª    | 1927 | 07  | América (Recife) (5)      | Torre (Recife)        | Flamengo (Recife)                   | Sport (Recife)                      |
| 14ª    | 1928 | 07  | Sport (Recife) (7)        | Torre (Recife)        | América (Recife)                    | Santa Cruz (Recife)                 |
| 15ª    | 1929 | 08  | Torre (Recife) (2)(1)     | Santa Cruz (Recife)   | Náutico (Recife)                    | América (Recife)                    |
| 16ª    | 1930 | 08  | Torre (Recife) (3)        | América (Recife)      | Encruzilhada (Recife)               | Náutico (Recife)                    |
| 17ª    | 1931 | 11  | Santa Cruz (Recife) (1)   | Náutico (Recife)      | Flamengo (Recife)                   | Torre (Recife)                      |
| 18ª    | 1932 | 11  | Santa Cruz (Recife)(1)    | Íris (Recife)         | Flamengo (Recife)                   | Náutico (Recife)                    |
| 19ª    | 1933 | 14  | Santa Cruz (Recife) (3)   | Varzeano (Recife)     | Sport (Recife)                      | Náutico (Recife)                    |
| 20ª    | 1934 | 08  | Náutico (Recife) (1)      | Santa Cruz (Recife)   | Sport (Recife)                      | Flamengo (Recife)                   |
| 21ª    | 1935 | 08  | Santa Cruz (Recife) (4)   | Tramways (Recife)     | Náutico (Recife)                    | Sport (Recife)                      |
| 22ª    | 1936 | 09  | Tramways (Recife) (1)(1)  | Santa Cruz (Recife)   | Náutico (Recife)                    | América (Recife)                    |
| 23ª    | 1937 | 09  | Tramways (Recife) (2)(1)  | Santa Cruz (Recife)   | Sport (Recife)                      | Náutico (Recife)                    |
| 24ª    | 1938 | 08  | Sport (Recife) (8)        | Santa Cruz (Recife)   | Tramways (Recife)                   | Náutico (Recife)                    |
| 25ª    | 1939 | 05  | Náutico (Recife) (2)      | Santa Cruz (Recife)   | Tramways (Recife)                   | Sport (Recife)                      |
| 26ª    | 1940 | 08  | Santa Cruz (Recife) (5)   | Sport (Recife)        | Náutico (Recife)                    | América (Recife)                    |
| 27ª    | 1941 | 07  | Sport (Recife) (9)(1)     | América (Recife)      | Santa Cruz (Recife)                 | Náutico (Recife)                    |
| 28ª    | 1942 | 07  | Sport (Recife) (10)       | Náutico (Recife)      | América (Recife)                    | Santa Cruz (Recife)                 |
| 29ª    | 1943 | 06  | Sport (Recife) (11)       | Santa Cruz (Recife)   | Great Western (Recife)              | América (Recife)                    |
| 30ª    | 1944 | 07  | América (Recife) (6)      | Náutico (Recife)      | Sport (Recife)                      | Santa Cruz (Recife)                 |
| 31ª    | 1945 | 07  | Náutico (Recife) (3)      | América (Recife)      | Sport (Recife)                      | Santa Cruz (Recife)                 |
| 32ª    | 1946 | 06  | Santa Cruz (Recife) (6)   | Náutico (Recife)      | América (Recife)                    | Sport (Recife)                      |
| 33ª    | 1947 | 07  | Santa Cruz (Recife) (7)   | América (Recife)      | Sport (Recife)                      | Náutico (Recife)                    |
| 34ª    | 1948 | 05  | Sport (Recife) (12)       | América (Recife)      | Náutico (Recife)                    | Santa Cruz (Recife)                 |
| 35ª    | 1949 | 08  | Sport (Recife) (13)       | Santa Cruz (Recife)   | Náutico (Recife)                    | América (Recife)                    |
| 36ª    | 1950 | 05  | Náutico (Recife) (4)      | América (Recife)      | Sport (Recife)                      | Santa Cruz (Recife)                 |
| 37ª    | 1951 | 05  | Náutico (Recife) (5)      | Sport (Recife)        | Santa Cruz (Recife)                 | América (Recife)                    |
| 38ª    | 1952 | 07  | Náutico (Recife) (6)(1)   | América (Recife)      | Santa Cruz (Recife)                 | Auto Esporte (Recife)               |
| 39ª    | 1953 | 07  | Sport (Recife) (14)       | Santa Cruz (Recife)   | Náutico (Recife)                    | Auto Esporte (Recife)               |
| 40ª    | 1954 | 07  | Náutico (Recife) (7)      | Sport (Recife)        | Santa Cruz (Recife)                 | América (Recife)                    |
| 41ª    | 1955 | 08  | Sport (Recife) (15)       | Náutico (Recife)      | Santa Cruz (Recife)                 | América (Recife)                    |
| 42ª    | 1956 | 08  | Sport (Recife) (16)       | Náutico (Recife)      | Santa Cruz (Recife)                 | América (Recife)                    |
| 43ª    | 1957 | 08  | Santa Cruz (Recife) (8)   | Sport (Recife)        | Náutico (Recife)                    | América(Recife)                     |
| 44ª    | 1958 | 09  | Sport (Recife) (17)       | Náutico (Recife)      | Santa Cruz (Recife)                 | América (Recife)                    |
| 45ª    | 1959 | 06  | Santa Cruz (Recife) (9)   | Náutico (Recife)      | Sport (Recife)                      | Ferroviário (Recife)                |
| 46ª    | 1960 | 06  | Náutico (Recife) (8)      | Santa Cruz (Recife)   | Sport (Recife)                      | Ferroviário (Recife)                |
| 47ª    | 1961 | 07  | Sport (Recife) (18)       | Náutico (Recife)      | Santa Cruz (Recife)                 | Central (Caruaru)                   |
| 48ª    | 1962 | 06  | Sport (Recife) (19)       | Santa Cruz (Recife)   | Náutico (Recife)                    | Central (Caruaru)                   |
| 49ª    | 1963 | 06  | Náutico (Recife) (9)      | Sport (Recife)        | Santa Cruz (Recife)                 | Central (Caruaru)                   |
| 50ª    | 1964 | 08  | Náutico (Recife) (10)(1)  | Sport (Recife)        | Central (Caruaru)                   | Santa Cruz (Recife)                 |
| 51ª    | 1965 | 07  | Náutico (Recife) (11)     | Sport (Recife)        | Santa Cruz (Recife)                 | América (Recife)                    |
| 52ª    | 1966 | 08  | Náutico (Recife) (12)     | Sport (Recife)        | Santa Cruz (Recife)                 | Central (Caruaru)                   |
| 53ª    | 1967 | 08  | Náutico (Recife) (13)(1)  | Sport (Recife)        | Santa Cruz (Recife)                 | Central (Caruaru)                   |
| 54ª    | 1968 | 08  | Náutico (Recife) (14)     | Sport (Recife)        | Santa Cruz (Recife)                 | Central (Caruaru)                   |
| 55ª    | 1969 | 08  | Santa Cruz (Recife)(10)   | Sport(Recife)         | Náutico (Recife)                    | Central (Caruaru)                   |
| 56ª    | 1970 | 08  | Santa Cruz (Recife) (11)  | Náutico (Recife)      | Sport (Recife)                      | Central (Caruaru)                   |
| 57ª    | 1971 | 06  | Santa Cruz (Recife) (12)  | Sport (Recife)        | Náutico (Recife)                    | Central (Caruaru)                   |
| 58ª    | 1972 | 08  | Santa Cruz (Recife) (13)  | Sport (Recife)        | Náutico (Recife)                    | Central (Caruaru)                   |
| 59ª    | 1973 | 08  | Santa Cruz (Recife) (14)  | Sport (Recife)        | Náutico (Recife)                    | América (Recife)                    |
| 60ª    | 1974 | 09  | Náutico (Recife) (15)     | Santa Cruz (Recife)   | Sport (Recife)                      | Ferroviário (Recife)                |
| 61ª    | 1975 | 08  | Sport (Recife) (20)       | Náutico (Recife)      | Santa Cruz (Recife)                 | Central (Caruaru)                   |
| 62ª    | 1976 | 08  | Santa Cruz (Recife) (15)  | Náutico (Recife)      | Sport (Recife)                      | Central (Caruaru)                   |
| 63ª    | 1977 | 06  | Sport (Recife) (21)       | Náutico (Recife)      | Santa Cruz (Recife)                 | Central (Caruaru)                   |
| 64ª    | 1978 | 08  | Santa Cruz (Recife) (16)  | Náutico (Recife)      | América (Recife)                    | Santo Amaro (Recife)                |
| 65ª    | 1979 | 08  | Santa Cruz (Recife) (17)  | Náutico (Recife)      | Sport (Recife)                      | Central (Caruaru)                   |
| 66ª    | 1980 | 10  | Sport (Recife) (22)       | Santa Cruz (Recife)   | Náutico (Recife)                    | Central (Caruaru)                   |
| 67ª    | 1981 | 10  | Sport (Recife) (23)       | Náutico (Recife)      | Santa Cruz (Recife)                 | Central (Caruaru)                   |
| 68ª    | 1982 | 12  | Sport (Recife) (24)       | Náutico (Recife)      | Santa Cruz (Recife)                 | Central (Caruaru)                   |
| 69ª    | 1983 | 11  | Santa Cruz (Recife) (18)  | Náutico (Recife)      | Sport (Recife)                      | Central (Caruaru)                   |
| 70ª    | 1984 | 11  | Náutico (Recife) (16)     | Santa Cruz (Recife)   | Sport (Recife)                      | Central (Caruaru)                   |
| 71ª    | 1985 | 11  | Náutico (Recife) (17)     | Santa Cruz (Recife)   | Sport (Recife)                      | Central (Caruaru)                   |
| 72ª    | 1986 | 11  | Santa Cruz (Recife) (19)  | Sport (Recife)        | Central (Caruaru)                   | Náutico (Recife)                    |
| 73ª    | 1987 | 11  | Santa Cruz (Recife) (20)  | Sport (Recife)        | Náutico (Recife)                    | Central (Caruaru)                   |
| 74ª    | 1988 | 10  | Sport (Recife) (25)       | Náutico (Recife)      | Santa Cruz (Recife)                 | América (Recife)                    |
| 75ª    | 1989 | 12  | Náutico (Recife) (18)     | Santa Cruz (Recife)   | Sport (Recife)                      | Central (Caruaru)                   |
| 76ª    | 1990 | 12  | Santa Cruz (Recife) (21)  | Sport (Recife)        | Náutico (Recife)                    | Central (Caruaru)                   |
| 77ª    | 1991 | 12  | Sport (Recife) (26)       | Náutico (Recife)      | Vitória (Vitória)                   | Santa Cruz (Recife)                 |
| 78ª    | 1992 | 14  | Sport (Recife) (27)       | Náutico (Recife)      | Santa Cruz (Recife)                 | Vitória (Vitória)                   |
| 79ª    | 1993 | 16  | Santa Cruz (Recife) (22)  | Náutico (Recife)      | Sport (Recife)                      | Central (Caruaru)                   |
| 80ª    | 1994 | 16  | Sport (Recife) (28)       | Náutico (Recife)      | Santa Cruz (Recife)                 | Porto (Caruaru)                     |
| 81ª    | 1995 | 10  | Santa Cruz (Recife) (23)  | Náutico (Recife)      | Sport (Recife)                      | Porto (Caruaru)                     |
| 82ª    | 1996 | 10  | Sport (Recife) (29)       | Santa Cruz (Recife)   | Náutico (Recife)                    | Vitória (Vitória)                   |
| 83ª    | 1997 | 12  | Sport (Recife) (30)       | Porto (Caruaru)       | Recife (Recife)                     | Santa Cruz (Recife)                 |
| 84ª    | 1998 | 12  | Sport (Recife) (31)(1)    | Porto (Caruaru)       | Náutico (Recife)                    | Santa Cruz (Recife)                 |
| 85ª    | 1999 | 10  | Sport (Recife) (32)       | Santa Cruz (Recife)   | Náutico (Recife)                    | Vitória (Vitória)                   |
| 86ª    | 2000 | 10  | Sport (Recife) (33)       | Santa Cruz (Recife)   | Náutico (Recife)                    | Porto (Caruaru)                     |
| 87ª    | 2001 | 10  | Náutico (Recife) (19)     | Santa Cruz (Recife)   | Sport (Recife)                      | Central (Caruaru)                   |
| 88ª    | 2002 | 10  | Náutico (Recife) (20)     | Santa Cruz (Recife)   | Sport (Recife)                      | Central (Caruaru)                   |
| 89ª    | 2003 | 10  | Sport (Recife) (34)       | Santa Cruz (Recife)   | Náutico (Recife)                    | AGA (Garanhuns)                     |
| 90ª    | 2004 | 10  | Náutico (Recife) (21)     | Santa Cruz (Recife)   | Sport (Recife)                      | Itacuruba (Itacuruba)               |
| 91ª    | 2005 | 10  | Santa Cruz (Recife) (24)  | Náutico (Recife)      | Sport (Recife)                      | Serrano (Serra Talhada)             |
| 92ª    | 2006 | 10  | Sport (Recife) (35)       | Santa Cruz (Recife)   | Ypiranga (Santa Cruz do Capibaribe) | Náutico (Recife)                    |
| 93ª    | 2007 | 10  | Sport (Recife) (36)       | Central (Caruaru)     | Náutico (Recife)                    | Porto (Caruaru)                     |
| 94ª    | 2008 | 12  | Sport (Recife) (37)       | Náutico (Recife)      | Central (Caruaru)                   | Salgueiro (Salgueiro)               |
| 95ª    | 2009 | 12  | Sport (Recife) (38)(1)    | Náutico (Recife)      | Santa Cruz (Recife)                 | Salgueiro (Salgueiro)               |
| 96ª    | 2010 | 12  | Sport (Recife) (39)       | Náutico (Recife)      | Santa Cruz (Recife)                 | Central (Caruaru)                   |
| 97ª    | 2011 | 12  | Santa Cruz (Recife) (25)  | Sport (Recife)        | Náutico (Recife)                    | Porto (Caruaru)                     |
| 98ª    | 2012 | 12  | Santa Cruz (Recife) (26)  | Sport (Recife)        | Salgueiro (Salgueiro)               | Náutico (Recife)                    |
| 99ª    | 2013 | 12  | Santa Cruz (Recife) (27)  | Sport (Recife)        | Náutico (Recife)                    | Ypiranga (Santa Cruz do Capibaribe) |
| 100ª   | 2014 | 12  | Sport (Recife) (40)       | Náutico (Recife)      | Salgueiro (Salgueiro)               | Santa Cruz (Recife)                 |
| 101ª   | 2015 | 12  | Santa Cruz (Recife) (28)  | Salgueiro (Salgueiro) | Sport (Recife)                      | Central (Caruaru)                   |
| 102ª   | 2016 | 12  | Santa Cruz (Recife) (29)  | Sport (Recife)        | Náutico (Recife)                    | Salgueiro (Salgueiro)               |
| 103ª   | 2017 | 12  | Sport (Recife) (41)       | Salgueiro (Salgueiro) | Santa Cruz (Recife)                 | Náutico (Recife)                    |
| 104ª   | 2018 | 11  | Náutico (Recife) (22)     | Central (Caruaru)     | Sport (Recife)                      | Salgueiro (Salgueiro)               |
| 105ª   | 2019 | 10  | Sport (Recife) (42)       | Náutico (Recife)      | Afogados (Afogados de Ingazeira)    | Salgueiro (Salgueiro)               |
| 106ª   | 2020 | 10  | Salgueiro (Salgueiro) (1) | Santa Cruz (Recife)   | Náutico (Recife)                    | Afogados (Afogados de Ingazeira)    |
| 107ª   | 2021 | 10  | Náutico (Recife) (23)     | Sport (Recife)        | Salgueiro (Salgueiro)               | Santa Cruz (Recife)                 |
| 108ª   | 2022 | 10  | Náutico (Recife) (24)     | Retrô (Camaragibe)    | Santa Cruz (Recife)                 | Salgueiro (Salgueiro)               |
| 109ª   | 2023 | 13  | Sport (Recife) (43)(1)    | Retrô (Camaragibe)    | Petrolina (Petrolina)               | Salgueiro (Salgueiro)               |
| 110ª   | 2024 | 10  | Sport (Recife) (44)       | Náutico (Recife)      | Retrô (Camaragibe)                  | Santa Cruz (Recife)                 |
| 111ª   | 2025 | 10  | Sport (Recife) (45)       | Retrô (Camaragibe)    | Santa Cruz (Recife)                 | Maguary (Bonito)                    |

### Super Campeonato Pernambucano
- Flamengo 1 vez Super Campeão em 1915
- Santa Cruz 3 vezes Super Campeão sendo Tri Super Campeão em 1957,1976 e 1983
- Sport 1 vez Super Campeão em 1981

### Super Campeões do Campeonato Pernambucano
O Flamengo foi o primeiro campeão e super campeão pernambucano no campeonato de 1915. O Santa Cruz é o único a ter três super campeonatos  (1957,1976 e 1983) sendo conhecido como tri super campeão. O Sport foi super campeão no campeonato de 1981.
| Ano  | Super Campeão Pernambucano | Vice – Super Campeão Pernambucano |
| ---- | -------------------------- | --------------------------------- |
| 1915 | Flamengo                   | Santa Cruz                        |
| 1957 | Santa Cruz                 | Sport                             |
| 1976 | Santa Cruz                 | Náutico                           |
| 1981 | Sport                      | Náutico                           |
| 1983 | Santa Cruz                 | Náutico                           |

## Títulos

### Por clube
| Clube                 | Campeão | Anos dos Títulos | Vice | Anos do Vice |
| --------------------- | ------- | --- | ---- | --- |
| Sport (Recife)        | 45      | 1916, 1917, 1920, 1923, 1924, 1925, 1928, 1938, 1941, 1942, 1943, 1948, 1949, 1953, 1955, 1956, 1958, 1961, 1962, 1975, 1977, 1980, 1981, 1982, 1988, 1991, 1992, 1994, 1996, 1997, 1998, 1999, 2000, 2003, 2006, 2007, 2008, 2009, 2010, 2014, 2017, 2019, 2023, 2024, 2025 | 24   | 1919, 1922, 1940, 1951, 1954, 1957, 1963, 1964, 1965, 1966, 1967, 1968, 1969, 1971, 1972, 1973, 1986, 1987, 1990, 2011, 2012, 2013, 2016, 2021                                                 |
| Santa Cruz (Recife)   | 29      | 1931, 1932, 1933, 1935, 1940, 1946, 1947, 1957, 1959, 1969, 1970, 1971, 1972, 1973, 1976, 1978, 1979, 1983, 1986, 1987, 1990, 1993, 1995, 2005, 2011, 2012, 2013, 2015, 2016                                                                                                 | 31   | 1915, 1916, 1917, 1918, 1920, 1921, 1929, 1934, 1936, 1937, 1938, 1939, 1943, 1949, 1953, 1960, 1962, 1974, 1980, 1984, 1985, 1989, 1996, 1999, 2000, 2001, 2002, 2003, 2004, 2006, 2020       |
| Náutico (Recife)      | 24      | 1934, 1939, 1945, 1950, 1951, 1952, 1954, 1960, 1963, 1964, 1965, 1966, 1967, 1968, 1974, 1984, 1985, 1989, 2001, 2002, 2004, 2018, 2021, 2022 | 32   | 1926, 1931, 1942, 1944, 1946, 1955, 1956, 1958, 1959, 1961, 1970, 1975, 1976, 1977, 1978, 1979, 1981, 1982, 1983, 1988, 1991, 1992, 1993, 1994, 1995, 2005, 2008, 2009, 2010, 2014, 2019, 2024 |
| América-PE (Recife)   | 6       | 1918, 1919, 1921, 1922, 1927, 1944 | 9    | 1923, 1924, 1930, 1941, 1945, 1947, 1948, 1950, 1952 |
| Torre (Recife)        | 3       | 1926, 1929, 1930 | 3    | 1925, 1927, 1928 |
| Tramways (Recife)     | 2       | 1936, 1937 | 1    | 1935 |
| Salgueiro (Salgueiro) | 1       | 2020 | 2    | 2015, 2017 |
| Flamengo (Recife)     | 1       | 1915 | 0    | |
| Retrô (Camaragibe)    | 0       | | 3    | 2022, 2023, 2025 |
| Porto-PE (Caruaru)    | 0       | | 2    | 1997, 1998 |
| Central (Caruaru)     | 0       | | 2    | 2007, 2018 |
| Íris (Recife)         | 0       | | 1    | 1932 |
| Varzeano (Recife)     | 0       | | 1    | 1933 |

Em itálico, estão os clubes extintos ou inativos.

### Por cidade
| Cidade     | Títulos | Vices |
| ---------- | ------- | ----- |
| Recife     | 110     | 102   |
| Salgueiro  | 1       | 2     |
| Caruaru    | 0       | 4     |
| Camaragibe | 0       | 3     |

## Estatísticas

### Campeões invictos
• Sport: 5 vezes (1917, 1941, 1998, 2009 e 2023).
• Náutico: 3 vezes (1952, 1964 e 1967).
• Tramways: 2 vezes (1936 e 1937).
• Flamengo-PE: 1 vez (1915).
• Torre: 1 vez (1926).
• Santa Cruz: 1 vez (1932).

### Campeões consecutivos
Hexacampeonatos
- Náutico: 1 vez (1963-64-65-66-67-68)

Pentacampeonatos
- Sport: 2 vezes (1996-97-98-99-00, 2006-07-08-09-10)
- Santa Cruz: 1 vez (1969-70-71-72-73)

Tricampeonatos
- Sport: 4 vezes (1923-24-25, 1941-42-43, 1980-81-82, 2023-24-25).
- Santa Cruz: 2 vezes (1931-32-33, 2011-12-13).
- Náutico: 1 vez (1950-51-52).

Bicampeonatos
- Sport: 5 vezes (1916-17, 1948-49, 1955-56, 1961-62, 1991-92).
- Santa Cruz: 4 vezes (1946-47, 1978-79, 1986-87, 2015-16).
- Náutico: 3 vezes (1984-85, 2001-02, 2021-22).
- América: 2 vezes (1918-19, 1921-22)
- Torre: 1 vez (1929-30)
- Tramways: 1 vez (1936-37)

As cinco últimas sequências do Campeonato Pernambucano
| Time       | Campeão | Bicampeão | Tricampeão | Tetracampeão | Pentacampeão | Hexacampeão |
| ---------- | ------- | --------- | ---------- | ------------ | ------------ | ----------- |
| Sport      | 2023    | 2024      |            |              |              |             |
| Náutico    | 2021    | 2022      |            |              |              |             |
| Santa Cruz | 2015    | 2016      |            |              |              |             |
| Santa Cruz | 2011    | 2012      | 2013       |              |              |             |
| Sport      | 2006    | 2007      | 2008       | 2009         | 2010         |             |

## Participações por clube
Abaixo lista com os clubes que participaram ao menos uma vez do Campeonato Pernambucano até a edição de 2026.
| #   | Clubes                                       | Ano                                                         |
| --- | -------------------------------------------- | ----------------------------------------------------------- |
| 112 | Santa Cruz (Recife)                          | 1915-2026                                                   |
| 111 | Náutico (Recife)                             | 1916-2026                                                   |
| 110 | Sport (Recife)                               | 1916-1977, 1979-2026                                        |
| 85  | América-PE (Recife)                          | 1915-1958, 1963-1995, 2011-2012, 2014-2019                  |
| 63  | Central (Caruaru)                            | 1936, 1961-1998, 2000-2004, 2006-2021, 2023-2025            |
| 54  | Ferroviário do Recife (Recife)               | 1932-1933, 1936-1938, 1940-1946, 1949, 1952-1976, 1978-1994 |
| 48  | Íbis (Paulista)                              | 1947-1950, 1952-1970, 1972-1976, 1978-1994, 2000, 2022-2023 |
| 35  | Santo Amaro (Recife)                         | 1966-1970, 1972-1976, 1978-1994, 1997-2005                  |
| 32  | Flamengo do Recife (Recife)                  | 1915-1938, 1940-1941, 1943-1947, 1949                       |
| 24  | Porto-PE (Caruaru)                           | 1994-2002, 2004-2016, 2023-2024                             |
| 23  | Torre (Recife)                               | 1915-1936, 1940                                             |
| 23  | Vitória das Tabocas (Vitória de Santo Antão) | 1991-2001, 2005-2006, 2009-2011, 2014, 2016-2021            |
| 18  | Sete de Setembro (Garanhuns)                 | 1982-1994, 2008-2010, 2021-2022                             |
| 17  | Salgueiro (Salgueiro)                        | 2006, 2008-2023                                             |
| 15  | Atlético de Caruaru (Caruaru)                | 1977-1987, 1989-1992                                        |
| 15  | Ypiranga-PE (Santa Cruz do Capibaribe)       | 1994-1997, 2005-2015                                        |
| 14  | Petrolina (Petrolina)                        | 2002-2005, 2008-2009, 2011-2013, 2019-2020, 2023-2025       |
| 12  | Paulistano (Paulista)                        | 1982-1993                                                   |
| 9   | Peres (Recife)                               | 1915-1917, 1919-1924                                        |
| 9   | Afogados (Afogados da Ingazeira)             | 2017-2025                                                   |
| 8   | Íris (Recife)                                | 1930-1934, 1936-1938                                        |
| 8   | Auto Esporte-PE (Recife)                     | 1951-1958                                                   |
| 8   | Estudantes SC (Timbaúba)                     | 1989-1995, 2006                                             |
| 8   | Flamengo de Arcoverde (Arcoverde)            | 1994, 1997-1999, 2017-2019, 2024                            |
| 7   | Equador (Recife)                             | 1922-1924, 1926-1929                                        |
| 7   | Encruzilhada (Recife)                        | 1929-1935                                                   |
| 7   | Centro Limoeirense (Limoeiro)                | 1963-1964, 1994, 1996-1997, 2001, 2008                      |
| 7   | Cabense (Cabo de Santo Agostinho)            | 1996-1998, 2007, 2009-2011                                  |
| 7   | Serrano-PE (Serra Talhada)                   | 2004-2009                                                   |
| 7   | Belo Jardim (Belo Jardim)                    | 2007, 2012-2013, 2016-2018, 2023                            |
| 7   | Retrô (Camaragibe)                           | 2020-2026                                                   |
| 6   | Tramways (Recife)                            | 1936-1941                                                   |
| 6   | Vera Cruz (Vitória de Santo Antão)           | 2007-2008, 2010, 2015, 2021-2022                            |
| 6   | Serra Talhada (Serra Talhada)                | 2012-2017                                                   |
| 5   | Ferroviário EC (Serra Talhada)               | 1998-2002                                                   |
| 5   | Pesqueira (Pesqueira)                        | 2013-2016, 2018                                             |
| 4   | Varzeano (Recife)                            | 1919-1921, 1933                                             |
| 4   | Estudantes FC (Recife)                       | 1955-1958                                                   |
| 4   | Asas FC (Jaboatão dos Guararapes)            | 1958-1961                                                   |
| 4   | Destilaria EC (Cabo de Santo Agostinho)      | 1992-1995                                                   |
| 4   | AGA (Garanhuns)                              | 2001-2004                                                   |
| 4   | Maguary (Bonito)                             | 2023-2026                                                   |
| 3   | Fluminense FC (Recife)                       | 1931-1933                                                   |
| 3   | Israelita SC (Recife)                        | 1931-1933                                                   |
| 3   | 1.º de Maio (Petrolina)                      | 1997-1998, 2003                                             |
| 3   | Itacuruba (Itacuruba)                        | 2003-2005                                                   |
| 3   | Araripina (Araripina)                        | 2010-2012                                                   |
| 3   | Atlético Pernambucano (Carpina)              | 2015-2017                                                   |
| 3   | Decisão Sertânia (Sertânia)                  | 2020, 2025-2026                                             |
| 2   | Casa Forte (Recife)                          | 1916-1917                                                   |
| 2   | Paulista FC (Recife)                         | 1916-1917                                                   |
| 2   | Portela (Jaboatão dos Guararapes)            | 1944-1945                                                   |
| 2   | Moinhos Recife (Recife)                      | 1947, 1949                                                  |
| 2   | Comercial (Serra Talhada)                    | 1980-1981                                                   |
| 2   | Unibol (Paulista)                            | 1999-2000                                                   |
| 2   | Intercontinental (Recife)                    | 2002-2003                                                   |
| 2   | Chã Grande (Chã Grande)                      | 2013-2014                                                   |
| 2   | Caruaru City (Caruaru)                       | 2022-2023                                                   |
| 2   | Jaguar (Jaboatão dos Guararapes)             | 2025-2026                                                   |
| 1   | Colligação (Recife)                          | 1915                                                        |
| 1   | Centro Sportivo Pernambucano (Recife)        | 1926                                                        |
| 1   | Arruda (Recife)                              | 1931                                                        |
| 1   | Atheniense (Recife)                          | 1933                                                        |
| 1   | Tuyuty (Recife)                              | 1933                                                        |
| 1   | Desportiva Pitu (Vitória de Santo Antão)     | 1974                                                        |
| 1   | Petrolândia (Petrolândia)                    | 1998                                                        |
| 1   | Surubim (Surubim)                            | 1999                                                        |

## Artilheiros
| Ano               | Artilheiro           | Clube (cidade)      | Gols         |              |
| ----------------- | -------------------- | ------------------- | ------------ | ------------ |
| 1915 – 1916       | Desconhecido         | Desconhecido        | Desconhecido |              |
| 1917              | Pitota               | Santa Cruz (Recife) |              |              |
| 1918              | Zé Tasso             | América (Recife)    | 17           |              |
| 1919              | Oswaldo Guimarães    | Torre (Recife)      | 11           |              |
| 1920              | Desconhecido         | Torre (Recife)      | 13           |              |
| 1921              | Desconhecido         | Desconhecido        | Desconhecido |              |
| 1922              | Oswaldo Guimarães    | Torre (Recife)      | 18           |              |
| 1923              | Desconhecido         | Torre (Recife)      | 12           |              |
| 1924, 1925 – 1926 | Desconhecido         | Desconhecido        | Desconhecido |              |
| 1927              | Chiquito Piaba       | Torre (Recife)      | 9            |              |
| 1928 – 1929       | Desconhecido         | Desconhecido        | Desconhecido | Desconhecido |
| 1930              | Julinho Soares       | Sport (Recife)      |              |              |
| 1931 – 1932       | Desconhecido         | Desconhecido        | Desconhecido | Desconhecido |
| 1933              | Marcílio Aguiar      | Sport (Recife)      |              |              |
| 1934              | Fernando Carvalheira | Náutico (Recife)    | 28           |              |
| 1935              | Fernando Carvalheira | Náutico (Recife)    | 31           |              |
| 1936              | Bermudes             | Tramways (Recife)   |              |              |
| 1937              | Sopinha              | Tramways (Recife)   | 25           |              |
| 1938              | Tará                 | Santa Cruz (Recife) | 25           |              |
| 1939              | Moacyr               | América (Recife)    | 16           |              |
| 1940              | Tará                 | Santa Cruz (Recife) | 20           |              |
| 1941              | Ademir de Menezes    | Sport (Recife)      | 11           |              |
| 1942              | Wilson               | Náutico (Recife)    | 16           |              |
| 1943              | Genival              | Sport (Recife)      | 12           |              |
| 1944              | Djalma               | América (Recife)    | 21           |              |
| 1945              | Tará                 | Náutico (Recife)    | 28           |              |
| 1946              | Elói de Paula        | Santa Cruz (Recife) | 10           |              |
| 1947              | Amorim               | Sport (Recife)      | 24           |              |
| 1948              | Carlito              | Íbis (Paulista)     | 12           |              |
| 1949              | Elói de Paula        | Santa Cruz (Recife) | 15           |              |
| 1950              | Amorim               | Náutico (Recife)    | 14           |              |
| 1951              | Fernandinho          | Náutico (Recife)    | 11           |              |
| 1952              | Hamilton             | América (Recife)    | 16           |              |
| 1953              | Ivson                | Náutico (Recife)    | 16           |              |
| 1954              | Ivson                | Náutico (Recife)    | 16           |              |
| 1955              | Traçaia              | Sport (Recife)      | 22           |              |
| 1956              | Naninho              | Sport (Recife)      | 25           |              |
| 1957              | Rudimar              | Santa Cruz (Recife) | 24           |              |
| 1958              | Pacoti               | Sport (Recife)      | 36           |              |
| 1959              | Geraldo José         | Náutico (Recife)    | 17           |              |
| 1960              | Djalma               | Sport (Recife)      | 35           |              |
| 1961              | Oswaldo              | Sport (Recife)      | 16           |              |
| 1962              | Campinense           | Santa Cruz (Recife) | 19           |              |
| 1963              | China Nado           | Náutico (Recife)    | 18           |              |
| 1964              | Bita                 | Náutico (Recife)    | 24           |              |

| Ano  | Artilheiro       | Clube (cidade)                   | Gols |
| ---- | ---------------- | -------------------------------- | ---- |
| 1965 | Bita             | Náutico (Recife)                 | 22   |
| 1966 | Bita             | Náutico (Recife)                 | 22   |
| 1967 | Miruca           | Náutico (Recife)                 | 10   |
| 1967 | Terto            | Santa Cruz (Recife)              | 10   |
| 1968 | Zezinho          | Sport (Recife)                   | 14   |
| 1969 | Fernando Santana | Santa Cruz (Recife)              | 23   |
| 1970 | Fernando Santana | Santa Cruz (Recife)              | 15   |
| 1971 | Duda             | Sport (Recife)                   | 12   |
| 1972 | Fernando Santana | Santa Cruz (Recife)              | 15   |
| 1973 | Luciano Veloso   | Santa Cruz (Recife)              | 25   |
| 1974 | Jorge Mendonça   | Náutico (Recife)                 | 24   |
| 1974 | Zé Carlos        | Santa Cruz (Recife)              | 24   |
| 1975 | Dario            | Sport (Recife)                   | 32   |
| 1976 | Dario            | Sport (Recife)                   | 30   |
| 1977 | Nunes            | Santa Cruz (Recife)              | 23   |
| 1978 | Neinha           | Santa Cruz (Recife)              | 24   |
| 1979 | Neinha           | Santa Cruz (Recife)              | 24   |
| 1980 | Sena             | Santa Cruz (Recife)              | 23   |
| 1981 | Baiano           | Santa Cruz (Recife)              | 38   |
| 1982 | Baiano           | Náutico (Recife)                 | 40   |
| 1983 | Baiano           | Náutico (Recife)                 | 40   |
| 1984 | Luís Carlos      | Sport (Recife)                   | 40   |
| 1985 | Roberto          | Santa Cruz (Recife)              | 17   |
| 1986 | Luís Carlos      | Sport (Recife)                   | 14   |
| 1987 | Dadinho          | Santa Cruz (Recife)              | 19   |
| 1988 | Sérgio China     | Santa Cruz (Recife)              | 24   |
| 1988 | Robertinho       | Sport (Recife)                   | 24   |
| 1989 | Bizu             | Náutico (Recife)                 | 31   |
| 1990 | Bizu             | Náutico (Recife)                 | 19   |
| 1991 | Moura            | Sport (Recife)                   | 26   |
| 1992 | Nivaldo          | Náutico (Recife)                 | 23   |
| 1993 | Washington       | Santa Cruz (Recife)              | 22   |
| 1994 | Joãozinho        | Santa Cruz (Recife)              | 20   |
| 1995 | Luís Carlos      | Santa Cruz (Recife)              | 27   |
| 1996 | Róbson           | Náutico (Recife)                 | 19   |
| 1997 | Leonardo         | Sport (Recife)                   | 14   |
| 1998 | Leniton          | Porto (Caruaru)                  | 14   |
| 1999 | Leonardo         | Sport (Recife)                   | 24   |
| 2000 | Jacques          | Sport (Recife)                   | 15   |
| 2001 | Kuki             | Náutico (Recife)                 | 14   |
| 2001 | Rodrigo Gral     | Sport (Recife)                   | 14   |
| 2002 | Júnior Amorim    | Santa Cruz (Recife)              | 12   |
| 2003 | Kuki             | Náutico (Recife)                 | 16   |
| 2004 | Kélson           | Itacuruba (Itacuruba)            | 14   |
| 2005 | Kuki             | Náutico (Recife)                 | 17   |
| 2006 | Carlinhos Bala   | Santa Cruz (Recife)              | 20   |
| 2007 | Marcelo Ramos    | Santa Cruz (Recife)              | 15   |
| 2008 | Geraldo          | Náutico (Recife)                 | 13   |
| 2009 | Marcelo Ramos    | Santa Cruz (Recife)              | 19   |
| 2010 | Ciro             | Sport (Recife)                   | 13   |
| 2011 | Paulista         | Porto (Caruaru)                  | 15   |
| 2012 | Dênis Marques    | Santa Cruz (Recife)              | 15   |
| 2013 | Elton            | Náutico (Recife)                 | 17   |
| 2014 | Léo Gamalho      | Santa Cruz (Recife)              | 9    |
| 2015 | Betinho          | Santa Cruz (Recife)              | 5    |
| 2015 | Elber            | Sport (Recife)                   | 5    |
| 2016 | Ronaldo Alves    | Náutico (Recife)                 | 6    |
| 2017 | Caxito           | Afogados (Afogados da Ingazeira) | 9    |
| 2018 | Caxito           | América (Recife)                 | 8    |
| 2019 | Hernane          | Sport (Recife)                   | 9    |
| 2020 | Pipico           | Santa Cruz (Recife)              | 6    |
| 2021 | Kieza            | Náutico (Recife)                 | 10   |
| 2022 | Renato Henrique  | Retrô (Camaragibe)               | 7    |
| 2023 | Luciano Juba     | Sport (Recife)                   | 6    |
| 2023 | Emerson Galego   | Petrolina (Petrolina)            | 6    |
| 2024 | Giva             | Retrô (Camaragibe)               | 6    |
| 2025 | Pedro Maycon     | Jaguar (Jaboatão dos Guararapes) | 6    |

## Maiores goleadas
| Maiores goleadas do Campeonato Pernambucano | Maiores goleadas do Campeonato Pernambucano | Maiores goleadas do Campeonato Pernambucano | Maiores goleadas do Campeonato Pernambucano | Maiores goleadas do Campeonato Pernambucano | Maiores goleadas do Campeonato Pernambucano |
| Nº                                          | Data                                        | Mandante                                    | Placar                                      | Visitante                                   | Data                                        |
| ------------------------------------------- | ------------------------------------------- | ------------------------------------------- | ------------------------------------------- | ------------------------------------------- | ------------------------------------------- |
| 1                                           | 1 de julho de 1945                          | Náutico                                     | 21–3                                        | Flamengo do Recife                          | Estádio dos Aflitos                         |
| 2                                           | 19 de junho de 1938                         | Sport                                       | 16–0                                        | Flamengo do Recife                          | Ilha do Retiro                              |
| 3                                           | 26 de maio de 1935                          | Náutico                                     | 15–2                                        | Encruzilhada                                | Estádio dos Aflitos                         |
| 3                                           | 21 de dezembro de 1944                      | América-PE                                  | 15–2                                        | Flamengo do Recife                          | —                                           |
| 3                                           | 9 de março de 1969                          | Náutico                                     | 15–2                                        | Santo Amaro                                 | Estádio dos Aflitos                         |
| 6                                           | 21 de maio de 1949                          | Santa Cruz                                  | 14–0                                        | Flamengo do Recife                          | Estádio do Arruda                           |
| 6                                           | 7 de abril de 1976                          | Sport                                       | 14–0                                        | Santo Amaro                                 | Ilha do Retiro                              |
| 8                                           | 11 de outubro de 1978                       | Santa Cruz                                  | 13–2                                        | Íbis                                        | Estádio do Arruda                           |
| 8                                           | 5 de agosto de 1981                         | Santa Cruz                                  | 13–0                                        | Íbis                                        | Estádio do Arruda                           |
| 8                                           | 19 de julho de 1936                         | Tramways                                    | 13–1                                        | Great Western                               | —                                           |
| 8                                           | 19 de julho de 1961                         | Náutico                                     | 13–2                                        | Asas                                        | Estádio dos Aflitos                         |
| 12                                          | 3 de junho de 1928                          | Sport                                       | 12–0                                        | Equador                                     | Ilha do Retiro                              |
| 12                                          | 14 de maio de 1931                          | Náutico                                     | 12–0                                        | Israelita                                   | Estádio dos Aflitos                         |
| 12                                          | 24 de outubro de 1931                       | Torre                                       | 12–0                                        | Íris                                        | —                                           |
| 12                                          | 20 de outubro de 1947                       | América-PE                                  | 12–0                                        | Flamengo do Recife                          | —                                           |
| 12                                          | 4 de setembro de 1932                       | América-PE                                  | 12–1                                        | Israelita                                   | —                                           |
| 12                                          | 18 de maio de 1947                          | Náutico                                     | 12–1                                        | Flamengo do Recife                          | Estádio dos Aflitos                         |
| 18                                          | 24 de abril de 1949                         | Náutico                                     | 11–0                                        | Flamengo do Recife                          | Estádio dos Aflitos                         |
| 18                                          | 2 de agosto de 1958                         | Náutico                                     | 11–0                                        | Íbis                                        | Estádio dos Aflitos                         |
| 18                                          | 24 de março de 1976                         | Santa Cruz                                  | 11–0                                        | Íbis                                        | Estádio do Arruda                           |
| 18                                          | 14 de junho de 1980                         | Sport                                       | 11–0                                        | Íbis                                        | Ilha do Retiro                              |
| 22                                          | 6 de junho de 1993                          | Central                                     | 10–0                                        | Destilaria                                  | Lacerdão                                    |